# Gilbert Saulnier Duverdier
Gilbert Saulnier Duverdier (París, c. 1598-1686) señor du Verdier, fue un escritor e historiador francés. De familia aristocrática, fue autor de numerosas obras literarias e históricas. Perdió su fortuna, por lo que desde 1676 vivió junto a su esposa en el hospicio de La Salpêtrière de París, donde finalmente murió.

## Obras literarias
Saulnier Duverdier fue un prolífico novelista. Entre sus obras literarias cabe mencionar El templo de los sacrificios (1620), La pastora amorosa (1621), El amor aventurero (1623), La ninfa solitaria (1624), La Diana francesa (1624), La Parténice de la corte (1624), La Florida (1625), las tres partes de La novela de las novelas (Le Romant des Romans) (1626-1629), en la que dio fin al ciclo de Amadís de Gaula;  Los amantes celosos, o la novela de las damas (1631), El caballero hipocondríaco (1632), La Sibila de Persia (1632) y Continuación de Rosalinda (1648). 

## Obras históricas
Hombre de vasta cultura y gran conocedor de la historia, publicó varias obras sobre esa materia: Los esclavos, o la historia de Persia (1628); Síntesis de la historia de Francia (1651), Síntesis de la historia de los otomanos (1662), Síntesis de la historia de España (1663), Síntesis de la historia de Inglaterra, Escocia e Irlanda (1667) y Síntesis cronológica de la historia romana (1670). Su última obra fue una Historia completa de Alejandro Magno (1671).

## Otras obras
Saulnier fue también autor de dos textos sobre la Francia de su época: Descripción exacta del presente estado de Francia (1654) e Historia de nuestro tiempo bajo Luis XIV (1655), en la que continuaba una obra de Claude Malingre; de una Síntesis de historia sagrada (1664) y de una Memoria de las reliquias que hay en el tesoro de Saint Denis (1665). 